# Chaunus arborescandens
Rhinella arborescandens là một loài cóc trong họ Bufonidae. Chúng là loài đặc hữu của Peru.
Môi trường sống tự nhiên của chúng là các khu rừng vùng núi ẩm nhiệt đới hoặc cận nhiệt đới.